# Катафатичне богослов'я
Катафатичне (позитивне) богослов'я, катафатична теологія — філософський прийом пізнання Бога. Катафатичне богослов'я стверджувала, що віднайти Бога можна, надавши йому таких сутнісних характеристик, як Єдине — Розум — Душа, а також наданням йому найвищого ступеня у всьому (Бог є Надістина, Надкраса, Надмудрість, Надсправедливість тощо).
Протилежним до катафатичного є апофатичне богослів'я, яка визначає Бога через заперечення.